# Royal Chocolate Flush
「Royal Chocolate Flush」（ロイヤル・チョコレート・フラッシュ）は、日本の女性歌手、MISIAの18枚目のシングルである。

## 解説
カップリング曲「KISS AND HUG」は、J-WAVE『KISS AND HUG』のために谷川俊太郎が書き下ろした詩に、MISIAが曲をつけたもの。

## 収録曲
1. Royal Chocolate Flush [3:54]
作詞：MISIA / 作曲：SAKOSHIN、Shusui / 編曲：SAKOSHIN）
2. 太陽の地図 [5:28]
作詞：MISIA / 作曲：Gomi、Shusui / 編曲：Gomi）
フジテレビ系『めざましテレビ』テーマソング
3. Chandelier [4:27]
作詞：MISIA / 作曲：Joi / 編曲：Joi,飯星裕史
4. KISS AND HUG [2:31]
作詞：谷川俊太郎 / 作曲：MISIA / 編曲：重実徹
J-WAVE『KISS AND HUG』テーマソング
オリジナル・アルバム未収録曲。